# World DanceSport Federation
Die World DanceSport Federation (WDSF, engl. für „Welttanzsportvereinigung“), bis zum 19. Juni 2011 International Dance Sport Federation (IDSF), ist eine der zwei weltweiten Autoritäten des Tanzsports und des Rollstuhltanzes. Ihr Präsident ist Shawn Tay. Sie hat ihren Sitz im Maison du Sport International in Lausanne in der Schweiz.
Der Deutsche Tanzsportverband (DTV), der Österreichische Tanzsportverband (ÖTSV) und der Schweizer Tanzsport Verband (STSV) sind Mitglied in der WDSF.
Die WDSF ist seit 1997 vom Internationalen Olympischen Komitee (IOC) und vom Internationalen Paralympischen Komitee (IPC) anerkannt. Sie ist Mitglied in der Global Association of International Sports Federations (GAISF), der International World Games Association (IWGA), der Association of IOC Recognised International Sports Federations (ARISF) und der International Masters Games Association (IMGA).
Die WDSF ging 1990 aus dem 1957 in Wiesbaden gegründeten International Council of Amateur Dancers (ICAD) hervor. Die Vereinigung hat heute 98 nationale Mitgliedsvereinigungen auf fünf Kontinenten. 77 dieser Vereinigungen werden von ihren Nationalen Olympischen Komitees erkannt. Die World Rock’n’Roll Confederation (WRRC) ist ein Associated Member der WDSF. Sowohl DanceSport Asia (DSA) als auch DanceSport Europe (DSE) sind Kontinentalverbände (Continental Associations) der WDSF.
Die WDSF repräsentiert mehr als vier Millionen Athleten. Sie ist bestrebt, Tanzen als olympische Sportart zu etablieren. Der Tanzsport nahm im Medaillenprogramm an den World Games 2005 in Duisburg teil.

## Tanzsport in der WDSF
Die WDSF war historisch vor allem auf Paartanz fokussiert. Heutzutage vertritt sie die folgenden international anerkannten Sektionen:
- Standardtänze
- Lateinamerikanische Tänze
- Zehn Tänze
- Rock ’n’ Roll, via World Rock’n’Roll Confederation (WRRC)
- Rollstuhltanz
- Breaking
- Carribbean Dance (Salsa on 1, Salsa on 2, Merengue, Bachata, Caribbean Show Dance, Rueda de casino, Salsa Shine, Bachata Shine)
- Disco Dances
- HipHop
- Stage Dance (Modern/Contemporary, Jazz Dance)

Die WDSF erlaubt (zumindest für die Paartanz-Disziplinen Standardtänze, Lateinamerikanische Tänze sowie Zehn Tänze) keine gleichgeschlechtlichen Paare, da der Begriff Tanzpaar als a male and a female partner definiert ist. Der World Dance Council (WDC) hat hier die gleichen Vorgaben, Tanzpaar wird als two people, a man and a woman definiert.

## Präsidenten
| Name             | Land        | Amtszeit  |
| ---------------- | ----------- | --------- |
| Otto Teipel      | Deutschland | 1957–1962 |
| Heinrich Bronner | Deutschland | 1962–1963 |
| Rolf Finke       | Deutschland | 1963–1965 |
| Detlef Hegemann  | Deutschland | 1965–1998 |
| Rudolf Baumann   | Schweiz     | 1998–2006 |
| Carlos Freitag   | Spanien     | 2006–2016 |
| Lukas Hinder     | Schweiz     | 2016–2018 |
| Shawn Tay        | Singapur    | 2018–     |

Zudem wurden Otto Teipel, Detlef Hegemann, Rudolf Baumann und Lukas Hinder nach Ende ihrer Amtszeit zu Ehrenpräsidenten auf Lebenszeit ernannt.
Die früheren Präsidiumsmitglieder Léon Léonard und Heinz Spaeker sind Ehrenmitglieder der WDSF.

## Streitigkeiten mit dem WDC
Mit der Wahl des neuen Präsidenten Carlos Freitag beanspruchte die WDSF 2006 die alleinige Autorität im Tanzsport für sich. Der Artikel World Dance Council geht genauer auf die daraus resultierenden Streitigkeiten mit dem Konkurrenten World Dance Council (WDC) ein.